# Kultur-Verdienst-Orden (Rumänien)

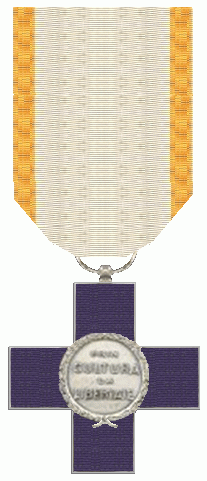
Kreuz der Ritter II. Klasse für wissenschaftliche Leistungen

Der Kultur-Verdienst-Orden wurde am 28. September 1931 durch König Carol II. von Rumänien gestiftet und sollte schöpferische Leistungen auf verschiedenen Gebieten belohnen.

## Ordensklassen
Der Orden besteht aus vier Klassen sowie zwei angeschlossenen Medaillen und Anzahl der Mitglieder in den ersten drei Klassen war reglementiert.
- Kommandeur
- Offizier
- Ritter I. und II. Klasse
- Medaille I. und II. Klasse

Die Verleihung erfolgte in verschiedenen Kategorien:
- Kat. A: wissenschaftliche Leistungen
- Kat. B: allgemeine kulturelle Leistungen
- Kat. C: Verdienste auf dem Gebiet des Schulwesens
- Kat. D: Verdienste in und um die Landeswacht
- Kat. E: Verdienste um das Pfadfinderwesen und im Sport
- Kat. F: Leistungen auf sozialem Gebiet
- Kat. G: Verdienste auf literarischen Gebiet
- Kat. H: Verdienste auf künstlerischen Gebiet, in der Musik und beim Theater
- Kat. I: Verdienste um die Kirche

Die dem Orden angeschlossenen Medaillen waren für allgemeine kulturelle Verdienste bestimmt.
|        | Kommandeur | Kommandeur | Offizier | Offizier  | Ritter I. Klasse | Ritter I. Klasse |
|        | Rumänen    | Ausländer  | Rumänen  | Ausländer | Rumänen          | Ausländer        |
| Kat. A | keine      | keine      | 60       | 150       | 200              | 250              |
| Kat. B | 20         | 50         | 50       | 50        | 150              | 150              |
| Kat. C | 15         | 15         | 100      | 150       | 300              | 400              |
| Kat. D | 30         | 50         | keine    | keine     | keine            | keine            |
| Kat. E | 20         | 20         | 60       | 60        | 200              | 200              |
| Kat. F | 20         | 20         | 60       | 60        | 200              | 200              |
| Kat. G | 20         | 50         | 60       | 150       | 200              | 250              |
| Kat. H | 10         | 30         | 30       | 100       | 120              | 150              |
| Kat. I | 30         | 50         | 100      | 150       | 300              | 400              |

## Ordensdekoration
Das Ordenszeichen ist ein Silber vergoldetes dunkelviolett emailliertes Genfer Kreuz, dass an einer Krone hängt. In der Kreuzmitte befindet sich ein von einem dichten Lorbeerkranz umschlossenes Medaillon mit dem nach rechts gewendeten Brustbild von Carol II. Ab 1940 kam das Bildnis von Mihai I. zur Anwendung. Rückseitig im Medaillon die vierzeilige Inschrift PRIN CULTURA LA LIBERTATE (Kultur durch die Freiheit).
Das Kreuz für Ritter ist aus Silber und die II. Klasse trägt keine Krone. Die Medaillen sind aus Bronze gefertigt und entsprechend vergoldet bzw. versilbert.

## Trageweise
Die Auszeichnung wurde auf der linken Brustseite entsprechend der Kategorie mit folgenden Band getragen:
- Kat. A: weißes Band mit grünen Randstreifen
- Kat. B: weißes Band mit einem grünen Mittel- und einem blauen Randstreifen
- Kat. C: weißes Band mit einem roten Mittel- und Randstreifen
- Kat. D: weißes Band mit blauen Randstreifen
- Kat. E: blaues Band mit schwarzen Randstreifen
- Kat. F: violettes Band mit grünen Randstreifen
- Kat. G: weißes Band mit violetten Randstreifen
- Kat. H: weißes Band mit orangen Randstreifen
- Kat. I: rotes Band mit einem hellblauen Mittelstreifen

## Sonstiges
Mit der Stiftung des Kultur-Verdienst-Ordens wurden folgende Auszeichnungen nicht mehr verliehen:
- Medaille bene merenti (Rumänien)
- Medaille zur Belohnung der Arbeit im öffentlichen Unterricht
- Medaille zur Belohnung der Arbeit für die Kirche